# ベンチャーバンク
ベンチャーバンク（Venture Bank, Inc ）とは、インターネットカフェ・フィットネスクラブなどを展開している企業。インキュベーション・カンパニーを標榜し、社内で立ち上げた事業から多くの事業会社を設立している。

## 沿革
- 1990年、有限会社トータルアクセスカンパニー設立。
- 1994年、有限会社から株式会社へ組織変更。
- 1997年、まんが喫茶ゲラゲラ1号店（田町店）を出店。
- 2000年、株式会社トータルアクセスカンパニーから分社化し、株式会社アイデアリンク設立（ゲラゲラ事業を継承）。
- 2001年、ウェディング事業「ファーストウェディング」を開始。
- 2002年、株式会社アイデアリンクが日本複合カフェ協会に加盟。株式会社ビジネスアイ設立（インキュベーション事業）。
- 2004年、ホットヨガ事業「LAVA」を開始。
- 2005年、株式会社ビジネスアイを株式会社ベンチャーバンク（初代）に商号変更。株式会社トータルアクセスカンパニーを株式会社ファーストウエディングに商号変更。株式会社ベンチャーバンクコミュニケーション設立（マーケティング事業）。
- 2007年、株式会社アイデアリンクおよび株式会社ファーストウェディング、株式会社ベンチャーバンクコミュニケーションを株式会社ベンチャーバンク（初代）に統合。
- 2009年、ウェディング事業を株式会社ファーストウエディングに分社化しグループ離脱。
- 2012年、インドアサイクル事業「FEELCYCLE」を開始。
- 2016年、会社分割により、以下の通り各事業ごとに事業会社を設立[1]。
  - ホットヨガ事業については株式会社ベンチャーバンク（初代）を「株式会社LAVA International」へ商号変更し継承。
  - FEELCYCLE事業ついては「株式会社FEEL CONNECTION」へ継承。
  - ネットカフェ事業ついては「株式会社ソーエキサイト（現：株式会社LAVA International）」へ継承。
  - 人材開発事業ついては「株式会社ACTIVE Brain」へ継承（ 11月1日に「株式会社iGENE」に商号を変更）。
  - インキュベーション母体としてのベンチャーバンク事業については「株式会社ベンチャーバンク（2代目）」を新たに設立し継承。子会社化されなかった各種事業も継承。
- 2018年、株式会社プラント設立（ベンチャーバンクグループの店舗等設備施工および設備管理事業）。
- 2019年、株式会社ベンチャーバンクホールディングス設立（ベンチャーバンクグループの管理部門業務事業、ホールディングスの名称は一般に持株会社に付く場合が多いが、持株会社の性格はなく、またベンチャーバンク子会社である）、株式会社ベンチャーバンクエンターテインメント設立（映画事業）。
- 2020年、株式会社VB NEXT設立（ピラティス事業）。
- 2021年、サーキット形式のピラティス事業「URBAN CLASSIC PILATES」を開始。

2022年現在、「まんが喫茶ゲラゲラ」を9店舗、「ホットヨガスタジオ LAVA」を430店舗、「暗闇バイクエクササイズFEELCYCLE」を41店舗展開、その他各種事業も首都圏を中心に多数展開している。

## 主な事業

### ヨガスタジオ事業
株式会社LAVA Internationalによる運営。2006年よりフランチャイズ事業を開始。

#### ホットヨガスタジオLAVA
主に全国の鉄道駅付近の繁華街に、集中的にドミナント出店を行う。女性専用店舗と男女共用店舗がある（ただし、女性専用店舗のみの地域もある）。
店舗の一覧

### バイクエクササイズ
株式会社FEEL CONNECTIONによる運営。

#### FEELCYCLE
スピンバイクを用いたバイクエクササイズを提供する。暗い照明の中でライティングが行われるスタジオで、EDM、レゲェ、ヒップホップなどの洋楽に合わせたインストラクターの指示により、ペダリングや腹筋、ダンベルなどの動作を45分間行うスタジオレッスンを専門に行う。関連事業として、FEELCYCLEオリジナルアパレルや海外ブランドとのコラボレーションアイテムを揃えたアパレルブランド「DIFFERENTLY」とオーガニックカフェ「FEEL&FOODS」を1店舗ずつ運営。

### ピラティス
株式会社VB NEXTによる運営。

#### URBAN CLASSIC PILATES
マシンピラティスとファンクショナルトレーニングを組み合わせた、サーキット形式のエクササイズを行う。浅草店の1店舗がある。
店舗の一覧

### 複合カフェ事業
株式会社LAVA Internationalによる運営。全店舗が直営店となっている。

#### まんが喫茶ゲラゲラ
主に首都圏の鉄道駅付近の繁華街に、集中的にドミナント出店を行う。店舗網を拡大させ、沖縄県へも出店地域を広げていた時期もあるが現在は首都圏9店舗のみに戻っている
サービス・設備・特徴
- 会員制を採っていないため、入会不要、身分証明書不要で入店できる（ただし、東京都はインターネット端末利用営業の規制に関する条例により会員制となっている）。
- 雑誌、漫画の閲覧
- テレビゲーム機 PS2ゲーム・DVDソフト類・使用許諾を得て導入。
- インターネットアクセスができるパソコン
- DVDソフト貸し出し・視聴
- 軽食
- オンラインゲーム
- ドリンクバー
- 本八幡店では女性向けに「女性専用席」を導入している。

#### Hailey'5 Café
池袋店（池袋駅東口）・渋谷店（渋谷駅ハチ公口）の2店舗がある。大人向けの店舗。
サービス・設備・特徴
- 会員制を採用している。18歳未満は利用できない。
- 完全個室（オートロック）。
- 雑誌、漫画の閲覧
- テレビゲーム機 PS2ゲーム・DVDソフト類・使用許諾を得て導入。
- インターネットアクセスができるパソコン
- カラオケ（池袋店のみ）
- シアター
- DVDソフト貸し出し・視聴
- 軽食
- オンラインゲーム
- ドリンクバー

#### 俺の部屋
横浜駅みなみ西口（相鉄口）に1店舗ある。
サービス・設備・特徴
- 会員制を採用している。
- 完全個室。
- 雑誌、漫画の閲覧
- テレビゲーム機 PS2ゲーム・DVDソフト類・使用許諾を得て導入。
- インターネットアクセスができるパソコン
- DVDソフト貸し出し・視聴
- 軽食
- オンラインゲーム
- パウダールーム

#### CLUTCH
柏駅東口に1店舗ある。
サービス・設備・特徴
- 会員制を採用している。
- 完全個室。
- 雑誌、漫画の閲覧
- テレビゲーム機 PS2ゲーム・DVDソフト類・使用許諾を得て導入。
- インターネットアクセスができるパソコン
- DVDソフト貸し出し・視聴
- 軽食
- オンラインゲーム
- ドリンクバー

店舗の一覧

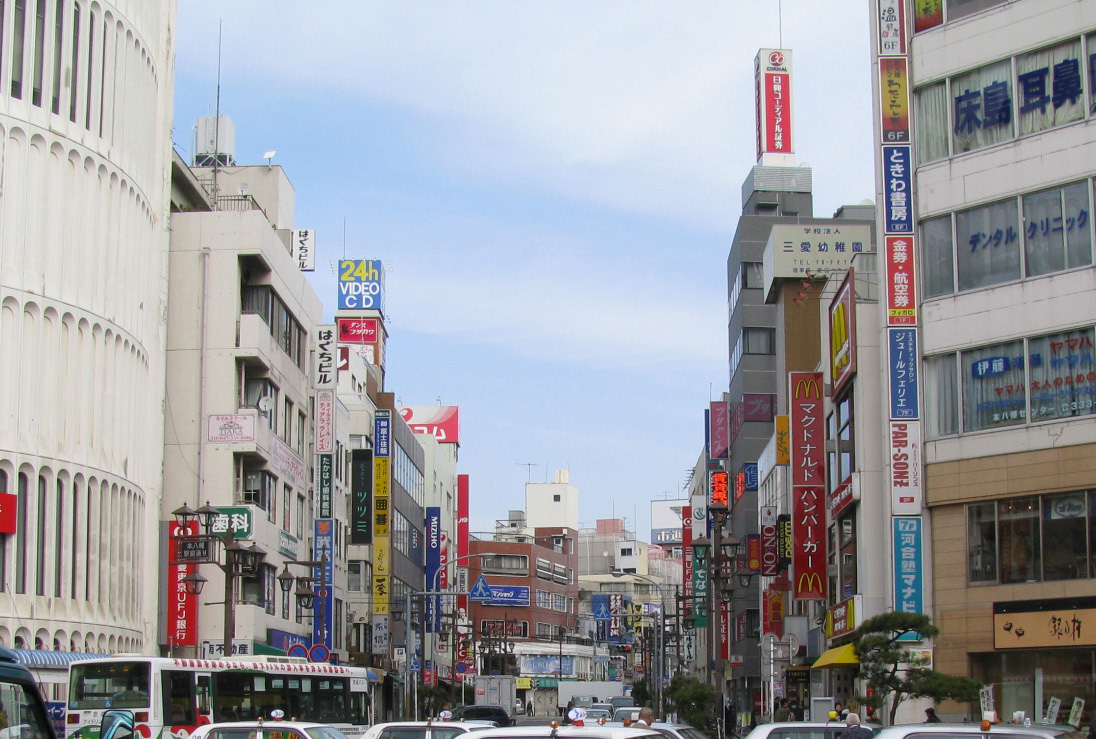
ゲラゲラ 本八幡店（千葉県市川市）／左手前の白い建物「八幡ハタビル」の3階に入居している

### インキュベーション、その他事業
株式会社ベンチャーバンクが直営する事業。前述の事業もベンチャーバンク直営事業から子会社化している。
暗闇トランポリンエクササイズ事業「jump one」などのフィットネス事業や、整体事業「Re: Bone」、健康食品事業「養蜂堂」、デイサービス事業「ゆずりは」など健康関連のサービスを中心としている。